# Соколовка (Шаранский район)
Соколовка (баш. Соколовка) — деревня в Шаранском районе Республики Башкортостан Российской Федерации. Входит в состав Мичуринского сельсовета. 

## География

### Географическое положение
Находится в северо-восточной части района, у границы с Бакалинским районом, рядом к северо-востоку находится деревня Папановка. Расстояние до:
- районного центра (Шаран): 31 км,
- центра сельсовета (Мичуринск): 13 км,
- ближайшей ж/д станции (Туймазы): 73 км.

## История
Деревня основана в последней четверти XIX века.
Первое упоминание о деревне Соколовка имеется в метрических записях Юмашевской церкви за 1890 год.
В 1896 году в посёлке Соколовский Каръявдинской волости V стана Белебеевского уезда Уфимской губернии насчитывалось 14 дворов и 121 житель (63 мужчины, 58 женщин). По данным книги «Соколовка. Папановка. Хроника становления и развития» в посёлке было 117 жителей (55 мужчин, 62 женщины). У жителей деревни было 405 десятин земли (в том числе 200 пахотной), 59 лошадей, 82 головы крупного рогатого скота, 453 — мелкого.
По описанию, данному в «Оценочно-статистических материалах», Соколовское товарищество находилось по холмистой местности при маловодных речках Тукмаш-Каран и Решетка-Баш. Земля была на одном участке, селение — на восточном крае участка. В последнее время около 8 десятин лугов было обращено в усадебные земли, около 10 — под выгон, остальная часть, а также около 130 десятин леса — распахана. Форма землевладения была общинной, пашню делили на 52 пая (по числу наличных душ), луга и леса делились пропорционально числу купленных каждым десятин земли. Поля были по ровному месту с пологим склоном на север, в двух верстах от селения; в поле был овраг с крутыми берегами, покрытыми кустарником. Почва — чернозём со значительной примесью песка. Выгон был расположен в болотистой лощине. Лес был в трёх участках, по ровному и отчасти изрытому оврагами месту. Почти у каждого домохозяина были пчёлы, всего до 200 пеньков.
В 1900 году в Соколовке была открыта начальная школа.
В 1906 году в посёлке Соколовский было 14 дворов и 106 человек (50 мужчин, 56 женщин), хлебозапасный магазин.
По данным подворной переписи, проведённой в уезде в 1912—13 годах, посёлок Соколовский (Соколовка) входил в состав Соколовского сельского общества Каръявдинской волости. В деревне имелось 16 наличных хозяйств переселенцев-собственников, где проживало 164 человека (86 мужчин, 78 женщин). 403,75 десятин земли было куплено, а также 72,5 — арендовано. Общая посевная площадь составляла 150,09 десятин, из неё 65 десятин занимала рожь, 34 — овёс, 19,5 — греча, 11,5 — пшеница, 10,75 — горох, 5,25 — просо, в небольшом количестве — конопля и картофель. Из скота имелась 82 лошади, 115 голов КРС, 459 овец и 97 свиней. 11 хозяйств держало 205 ульев пчёл.
По данным Всероссийской сельскохозяйственной переписи 1917 года в Соколовке в 17 домохозяйствах проживало 155 человек.
В 1920 году по официальным данным в деревне Соколовка той же волости 22 двора и 168 жителей (78 мужчин, 90 женщин), по данным подворного подсчёта — 164 русских в 25 хозяйствах, в том числе 82 мужчины. В домохозяйствах содержалось 75 лошадей, 68 голов КРС, 181 овца, 89 свиней, 17 ульев пчёл.
В 1925 году число домохозяйств выросло до 24, в 1926 году деревня относилась к Шаранской укрупнённой волости Белебеевского кантона Башкирской АССР, в 21 домохозяйстве проживало 146 человек (64 мужчины, 82 женщины). Всесоюзная перепись населения 1926 года зафиксировала новый населённый пункт Ново-Соколовка из 7 домохозяйств и 40 жителей обоего пола, который основали выходцы из деревни Соколовка.
В 1930-х годах деревня входила в состав колхоза «Красноармеец».
В 1939 году в деревне Соколовка Папановского сельсовета Шаранского района проживало 252 жителя (110 мужчин, 142 женщины).
В 1940 году здесь в 43 домохозяйствах проживало 244 жителя (107 мужчин, 137 женщин).
В 1950 году в деревне Соколовка в 36 домохозяйствах проживало 174 жителя (67 мужчин, 107 женщин).
В 1959 году в деревне Триключанского сельсовета проживало 80 человек (30 мужчин, 50 женщин).
В 1963 году сельсовет был включён в состав Туймазинского сельского района, с 1965 года — в составе Бакалинского, с 1967 года — вновь в Шаранском районе.
В 1970 году деревня Соколовка — вновь в Папановском сельсовете. В ней было 75 жителей (29 мужчин, 46 женщин).
По переписи 1979 года — 61 человек (22 мужчины, 39 женщин).
В 1989-м — 43 жителя (18 мужчин, 25 женщин).
В 1992 году Папановский сельсовет вместе с деревней Соколовка был включён в состав Мичуринского сельсовета.
В 2002 году здесь жило 40 человек (17 мужчин, 23 женщины), русские (42 %) и башкиры (27 %).
В 2010 году в деревне проживало 36 человек (18 мужчин, 18 женщин).

## Население
| 2002 | 2009 | 2010 |
| ---- | ---- | ---- |
| 40   | →40  | ↘36  |

## Инфраструктура
Деревня электрифицирована и газифицирована, есть водопровод. В деревне находится Папановская основная школа. Деревня входит в состав КФХ «Шаран-Агро».